# Buyster
Buyster est un établissement de paiement qui propose un service de paiement sur Internet dont la particularité est d’associer une carte bancaire à un téléphone mobile.

## Histoire
Buyster est fondé en février 2011. Le service est lancé en septembre 2011.
Au cours de l'assemblée générale de juin 2014, les actionnaires décident de mettre fin à l'activité du service à la fin du mois.
L'entreprise est détenue à parts égales par trois opérateurs de téléphonie (Bouygues Telecom, Orange, SFR) et la SSII Atos.

## Description

### Solution de paiement
Buyster propose une solution de paiement via ordinateur ou téléphone mobile sans communiquer son numéro de carte bancaire. L'inscription est gratuite, et le principe consiste à associer son numéro de carte bancaire à un numéro de téléphone mobile et un code confidentiel associé. Soit le paiement est effectué à partir du téléphone dont le numéro est celui associé au compte Buyster, et l'utilisateur ne doit qu'indiquer son code confidentiel ; soit l'utilisateur effectue un paiement via un ordinateur, auquel cas il doit également indiquer son numéro de téléphone. Un SMS contenant un code de validation est ensuite envoyé à l'utilisateur. Le plafond initial est de 400 euros. Le paiement au marchand est garanti en cas de répudiation du paiement par le possesseur de la carte (délai de 90 jours en France).
La solution a déjà été utilisée par le PMU, Partouche, Winamax, RueDuCommerce, Boulanger, Cdiscount... Le coût pour le commerçant se situe entre 1 % et 3 % selon le volume de transactions et le montant du paiement
Buyster ferme son service de paiement le 30 juin 2014. En 2 ans et demi d'activité, ce portefeuille électronique a finalement intéressé moins de 300 000 utilisateurs avec 40 000 paiements par mois.

### Établissement de paiement
En avril 2011, l'Autorité de contrôle prudentiel et de résolution de la Banque de France accordé à Buyster un agrément d'établissement de paiement. Cet agrément lui permet d'exécuter des ordres de paiement pour le compte des e-commerçants selon les règles et contraintes françaises.